# Sara Jane Moore
Sara Jane Moore (nascida Sara Jane Kahn) (Charleston, 15 de fevereiro de 1930) é uma cidadã norte-americana, autora de um atentado contra o Presidente dos Estados Unidos Gerald Ford, em 22 de setembro de 1975, em São Francisco, na Califórnia.
Com histórico de problemas psicológicos, vida pessoal desregrada e militância política extremista nos anos 70, Moore foi condenada à prisão perpétua pela tentativa de assassinato e colocada em liberdade condicional em 2007, aos 77 anos, após cumprir 32 anos de prisão na Califórnia, que incluíram uma fuga em 1979.

## Vida anterior e política
Na juventude, Sara foi estudante de enfermagem, recruta do Women's Army Corps, o braço feminino do Exército dos Estados Unidos, e contadora. Casou e divorciou-se cinco vezes - duas vezes com  o mesmo homem - e teve quatro filhos, antes de se envolver em política de extrema-esquerda em 1975.
Os amigos de Moore diziam que ela tinha fascinação e obsessão por Patty Hearst, a herdeira do império jornalístico de William Randolph Hearst, sequestrada nos anos 70. Quando Patty foi sequestrada pelo Exército Simbionês de Libertação, em fevereiro de 1974, seu pai, Randolph, criou uma organização de assistência e alimentação aos pobres chamada People In Need (PIN) por exigências do sequestradores da filha, que afirmavam que eles cometiam "crimes contra o povo". Quando tentou matar o presidente Ford, Moore trabalhava como escriturária na PIN - onde se apresentou dizendo que havia sido mandada por Deus - e era informante do FBI.

## O atentado

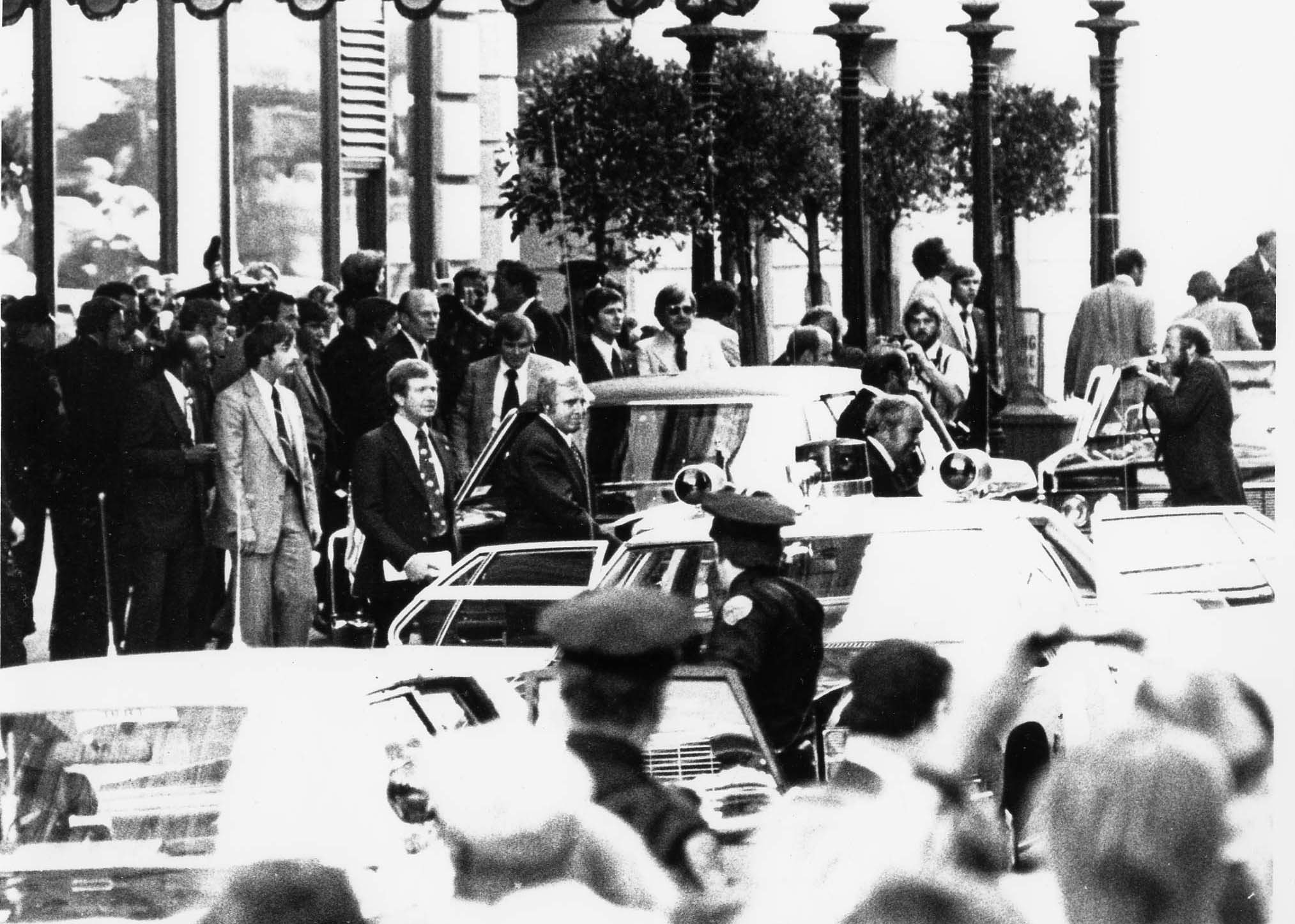
Fotografia tirada cerca de 1s após o tiro de Moore.

No começo de 1975, o Serviço Secreto já tinha avaliado a personalidade de Moore, mas chegado à conclusão que ela não representava perigo para o presidente. Na véspera do atentado, ela tinha sido detida pela polícia com a acusação de porte de arma, mas foi liberada. A arma, uma pistola calibre 44 e 113 cargas de munição, foram confiscadas pelos policiais.
No dia 22 de setembro, durante a visita de Gerald Ford a São Francisco, Moore colocou-se no meio da multidão que esperava para vê-lo, do outro lado da rua, na saída do presidente do hotel St. Francis, onde se encontrava hospedado. Ela estava a cerca de 15 m do presidente quando disparou um único tiro, com uma arma diferente, um revólver calibre 38, que havia comprado apressadamente naquela manhã e não sabia que a mira da arma estava descalibrada em seis polegadas. Quando atirou em Ford, errou a cabeça dele por exatamente essa distância.
Assim que deu o primeiro tiro e notou que tinha errado, Moore levantou o braço para atirar novamente mas foi impedida por um dos espectadores no local, o marine à paisana Oliver Sipple, que se atirou em direção dela, levantando seu braço, jogando-a no chão e prendendo con o dedo o gatilho da arma, evitando novo disparo. O  tiro de Moore que errou o alvo, ricocheteou na parede do hotel e feriu sem maior gravidade um transeunte.

## Julgamento e prisão
Moore declarou-se culpada de tentativa de assassinato e foi condenada à prisão perpétua, em 15 de janeiro de 1976. Na audiência de avaliação de pedido de liberdade condicional, que a libertou em 2007, ela declarou: "Se eu me desculpo por ter tentado?  Sim e não. Sim, porque no fundo nada aconteceu a não ser eu ter jogado fora o resto da minha vida. E não, porque, na época, aquilo foi a expressão certa da minha raiva".
Em 1979, Moore escapou da prisão em que encontrava, em Alderson, na Virgínia Ocidental, seu estado natal, mas foi capturada horas depois. e transferida para uma prisão de segurança máxima em Dublin, Califórnia, onde cumpriu a pena até 2007.
Numa entrevista em 2004, Gerald Ford disse que considerava Moore alguém 'fora de si', e que tinha resolvido a continuar fazendo aparições públicas, mesmo depois de duas tentativas de assassinato contra ele em tão pouco tempo "porque um presidente tem que ser ousado, tem que estar junto ao povo".

## Liberdade condicional
Em 31 de dezembro de 2007, depois de cumprir mais de 32 anos de prisão de uma sentença de perpétua e aos 77 anos de idade, Sara Moore conseguiu liberdade condicional e foi libertada da prisão em Dublin, onde se encontrava desde 1979. Gerald Ford havia morrido de causa naturais em dezembro de 2006. Depois de livre, Moore declarou que se arrependia do atentado, dizendo que na época "estava cega por sua visão política radical". Foi libertada sob uma lei federal que permite a libertação de presos condenados à prisão perpétua após 30 anos de encarceramento com bom comportamento (Lynette Fromme, a ex-seguidora de Charles Manson que também atentou contra a vida de Ford três semanas antes de Moore, foi libertada nas mesmas condições em 2009) e passará cinco anos sob monitoramento de um oficial de condicionais. Quando peguntada sobre o crime após a libertação, declarou: "Estou feliz porque não consegui. hoje sei que foi um grande erro".